# Gerald Alfred Birks
Gerald Alfred Birks, kanadski letalski častnik, vojaški pilot in letalski as, * 30. oktober 1894, Montreal, Quebec, † 26. maj 1991, Toronto, Ontario.
Poročnik Birks je v svoji vojaški službi dosegel 12 zračnih zmag.

## Življenjepis
Med prvo svetovno vojno je bil pripadnik Kraljevega letalskega korpusa, nato pa Kraljevega vojnega letalstva.
Po vojni se je posvetil slikarstvu.

## Odlikovanja
- Vojaški križec (MC) s ploščico